# Acupuntura no Brasil
A acupuntura no Brasil, como em muitos outros países, acompanhou o histórico das migrações de profissionais que dominam essa técnica dos países orientais, onde é uma medicina tradicional reconhecida, e o processo de legitimação enquanto prática de saúde e profissionalização, ou melhor a regulamentação jurídica de prática e processo de ensino aprendizagem formal e a demanda da população por tal forma de atendimento.

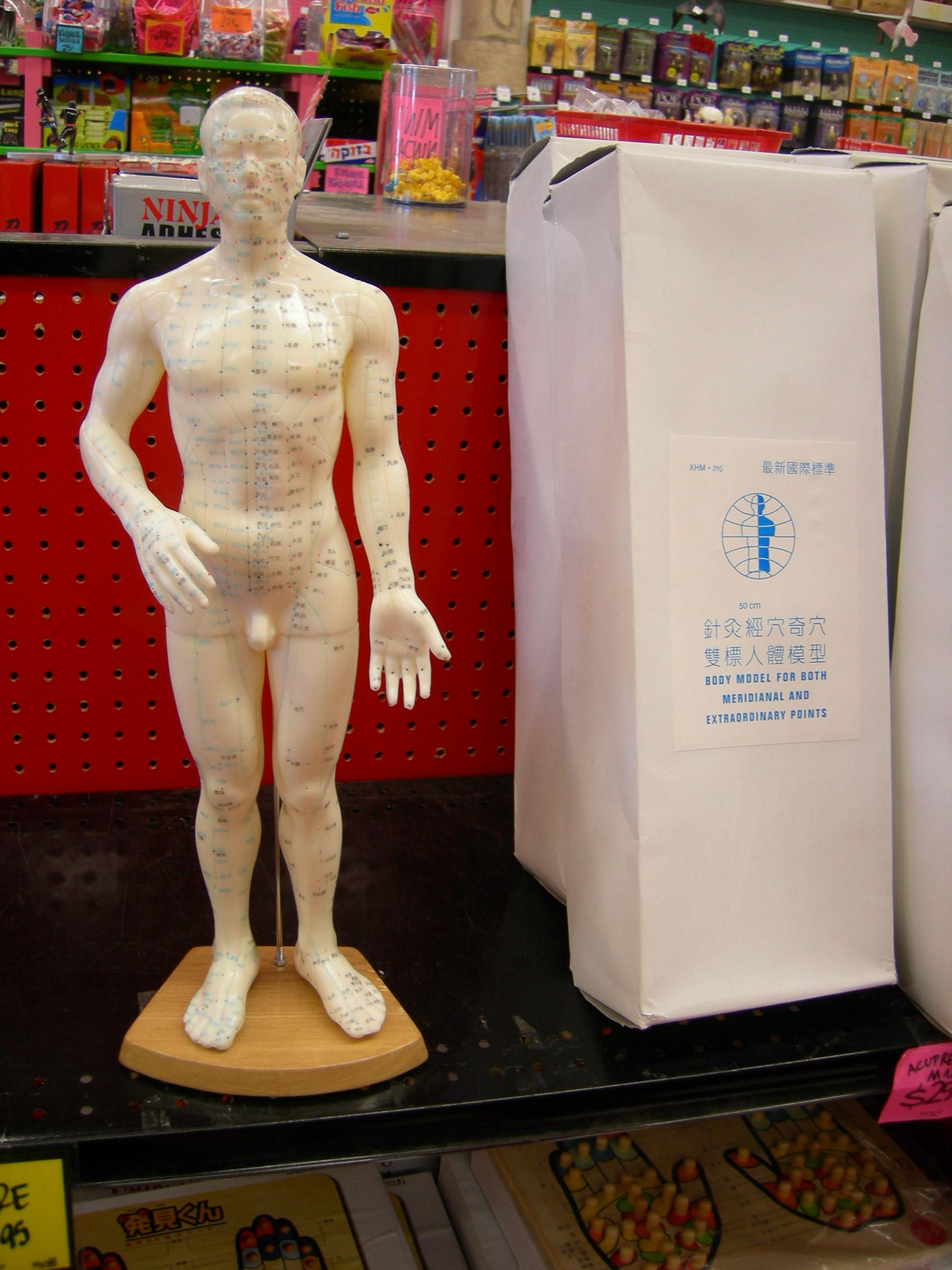
Moderno mapa de Meridianos

Alguns autores associam a origem da acupuntura no Brasil à práticas indígenas e tradicionais (a escarificação indígena, as sangrias dos barbeiros e aplicação de ventosas da medicina do período imperial, e/ou à marcos específicos da imigração chinesa (1812, com a autorização de D. João VI para entrada de 2.000 chineses destinados às plantações experimentais de chá do Jardim Botânico e da Fazenda Imperial de Santa Cruz, no Rio de Janeiro) e japonesa (1908, a chegada do navio Kasato Maru trazendo os primeiros imigrantes para o Brasil, após a crise do final do Período Feudal no Japão – 1895). Já a regulamentação do processo de ensino – aprendizagem da acupuntura no Brasil tem como marco 1958: a fundação da Sociedade Brasileira de Acupuntura e Medicina Oriental e o curso ministrado pelo fisioterapeuta e massoterapeuta Friedrich Johann Spaeth natural Luxemburgo com aprendizagem de acupuntura na Alemanha.

## A regulamentação da acupuntura no Brasil
O reconhecimento do exercício da acupuntura como atividade profissional no Brasil é atualmente foco de grandes debates entre os diversos grupos de profissionais interessados em oferecer atendimento à população através desta técnica. Inclusive, segundo Rossetto, a maioria das profissões da área da saúde a tem como uma de suas ferramentas de trabalho e outras a incluem como especialidade.
Por muito tempo a medicina ocidental rejeitou a acupuntura sem que tivesse realizado quaisquer estudos para verificar a sua eficiência e os princípios em que se apoia, limitando-se a descrição como algo exótico do desconhecido oriente. Atualmente, a pesquisa científica sobre os resultados do tratamento com esta técnica tradicional se ampliam por todo o mundo, trazendo cada vez mais dados sobre tratamentos bem sucedidos para comprovar a sua eficácia.
Além do alívio da dor que proporciona, aceite já pela maioria dos profissionais de medicina, a OMS lista mais de 68 doenças para as quais a acupuntura é indicada.
A medicina tradicional chinesa (MTC) indica seu uso para cerca de 350 doenças, baseada na experiência de sua adoção como técnica de tratamento para a saúde ao longo dos 5.000 anos da cultura chinesa.
A partir das recomendações da Organização Mundial da Saúde (OMS) sugerindo seu oferecimento entre as formas de medicina complementar, houve um movimento de abertura legal para a prática desta especialidade por diversos profissionais da saúde com formação em nível superior: Biomedicina, Educação Física, Enfermagem, Fisioterapia, Fonoaudiologia, Medicina, Odontologia e Psicologia. Entidades representantes da classe médica no país contestaram esta abertura exigindo que a prática da Acupuntura fosse considerada mais uma especialidade médica. As entidades representantes das demais categorias de profissionais da saúde contestaram legalmente esta postura, iniciando também abaixo assinados que ampliaram a dimensão política desta polêmica.
Outro aspecto importante desta questão é o exercício desta prática por pessoas com outra formação ou sem formação universitária, incluindo muitos dos responsáveis pela introdução desta técnica no Brasil. É irônico pensar numa regulamentação que não incorpore nem mesmo os acupunturistas formados no oriente que trouxeram esta prática para o país e estão entre os mais qualificados para o seu exercício. Por outro lado, é claro que a prática exige regulamentação para evitar charlatanismos e assegurar o respeito aos direitos dos pacientes, mas esta legislação poderia pensar formas de incluir os profissionais que já exercem esta profissão dialogando com as entidades da classe.
Apesar de a acupuntura estar largamente difundida no Brasil e contar com a credibilidade de outros profissionais de saúde e cidadãos de diferentes níveis sócio-econômicos, a profissão de acupunturista ainda não foi regulamentada (Atualmente tramita no Congresso Nacional o Projeto de Lei n.1549/2003), sendo, portanto, de livre exercício. Por outro lado, ela já existe na Classificação Brasileira de Ocupações - CBO em quatro distintas modalidades (acupunturista, fisioterapeuta acupunturista, médico acupunturista e psicólogo acupunturista, sendo protegida por sindicatos registrados no Ministério do Trabalho, como o Sindicato dos Profissionais de Acupuntura e Terapias Afins do Estado do Rio de Janeiro - SINDACTA [www.sindacta.org.br], o SATOSP e o SATOPAR.
Hoje contamos com profissionais que se submeteram a prova da WFAS - World Federation of Acupuncture and Moxibustion Societies que promove um título semelhante ao da OAB testando o profissional, não só no conhecimento teórico  (300 questões de múltipla escolha), como com questões de avaliação prática que são escolhidas por sorteio.
Os aprovados nessa prova, recebem o registro internacional de acupuntura e título de Médico acupunturista, tendo sua prática limitada as técnicas da Medicina Tradicional Chinesa.
Na prova, são exigidas questões de Anatomia, Fisiologia e até da esfera médica ocidental. São de dois a três dias de prova.
Nos países onde esta técnica se originou as práticas suaves de Chi Kung, de meditação, e de artes marciais internas são tradicionalmente utilizadas para potencializar o seu efeito, auxiliando a  circulação da energia vital chi em sua polaridade yin yang.
Incluir a experiência em práticas corporais e meditativas relacionadas à MTC como requisito na formação do profissional de acupuntura é uma forma assegurar que mantenha o equilíbrio de sua própria energia e saiba como orientar seus pacientes de modo a manter sua saúde em  equilíbrio por si mesmos.

## Formação
No Brasil existe previsão para três tipos de formação de profissionais acupunturistas:
- Acupunturista tradicional: é aquele que concluiu um curso livre de formação/capacitação com carga horária variável entre 240 e 800 horas–aula, e/ou é integrante de uma comunidade tradicional/ familiar de origem oriental onde se pratica acupuntura regularmente e se aprende pela relação mestre - discípulo (geralmente familiar) [carece de fontes?]
- Técnico em Acupuntura: é aquele que concluiu um curso técnico com carga horária mínima de 1530 horas–aula em uma instituição de ensino chancelada pelo MEC através das Secretarias Estaduais de Educação.[carece de fontes?]
- Especialista em Acupuntura: é aquele que concluiu o curso de pós-graduação em nível de especialização, em uma instituição de ensino chancelada pelo MEC. A participação em cursos de pós-graduação em acupuntura é reservada a graduados na área de saúde.

Segundo proposição expressa da OMS – Organização Mundial da Saúde sobre a capacitação básica para segurança na prática da acupuntura, há quatro categorias de praticantes de acupuntura, ou melhor, quatro níveis de capacitação para a referida prática.
- Capacitação completa para pessoas sem nenhuma formação ou experiência médica anterior que desejam qualificar-se como profissionais de acupuntura reconhecidos e com licença para trabalhar de maneira independente segundo as regras impostas por autoridades sanitárias de seu país.
- Capacitação completa de médicos qualificados (medicina ocidental moderna) em acupuntura.
- Capacitação específica (parcial) de médicos qualificados (e algumas outras  graduações de saúde) em faculdades  de medicina ocidental moderna que desejam incluir acupuntura como técnica em seu trabalho clínico.
- Capacitação específica (parcial) de outros profissionais de saúde (medicina ocidental moderna) que atuam no sistema de atenção primária de seu país.

O curso de capacitação completo  para formação de profissionais de acupuntura (não médicos) segundo o referido documento da OMS, requer um mínimo de 2000 horas para o estudo da acupuntura (teoria e prática supervisionada) e 500 horas de estudos da medicina ocidental moderna (higiene, ética, indicações / limitação da acupuntura, legislação sanitária, anatomia, etc.). O curso completo para formação de acupunturistas  médicos requer um mínimo de 1500 horas incluindo teoria e prática supervisionada. Cursos específicos ou parciais que na realidade são apropriações de procedimentos específicos como por exemplo a anestesia por acupuntura requerem um mínimo de 200 horas para profissionais de saúde e no caso de procedimentos relacionados à atenção primária variam segundo o procedimento ou técnica e aplicação prevista.

## Acupuntura eSaúde Pública
Não apenas a regulamentação de uma prática, fiscalização e vigilância da higiene, assepsia e reconhecimento da eficácia são objetos de estudos de saúde coletiva.
A disponibilização desses serviços, associados à indicações precisas (protocolos) e utilização nos problemas de saúde maior prevalência e incidência na população são também aspectos que não devem ser relevados.
O sucesso da experiência dos "Médicos de Pés Descalços" na China comunista mostrou ao mundo a importância do saber popular aliado a uma proposição de saúde coletiva. Contudo a repetição desse modelo deve levar em consideração as particularidades de cada cultura, sobretudo quando consideramos a possibilidade de atendimento às demandas de saúde da população através do Programa de Saúde da Família um programa sem dúvida baseado nos experimentos bem sucedidos do modelo de atenção primária chinês.
A medicina popular no Brasil tem raízes ameríndias e africanas, mas por outro lado, inclusive em nosso país, a acupuntura vem se expandindo como prática alternativa ou medicina complementar, até então praticamente de modo independente do serviços públicos de saúde.
Explorar a semelhança da acupuntura com técnicas da medicina iorubá, dos afrodescendentes ou dos ameríndios e/ou de um determinado grupo cultural, pode ser um caminho para prestação de serviços, não só onde predomine tais segmentos étnicos da população, mas também para integração e valorização da medicina popular, como já tem sido feito em algumas regiões indígenas.
Analisando possíveis cenários para o desenvolvimento da medicina preventiva e saúde pública a Prof. Carmem Teixeira do Instituto de Saúde Coletiva da UFBa - Universidade Federal da Bahia tece as seguintes considerações quanto a incorporação das práticas alternativas no sistema médico hegemônico do Brasil
século XXI.
No que diz respeito a opções de cuidado à  saúde no plano individual, os últimos 30 anos do século XX assistiram à  ascensão das chamadas "práticas alternativas", que, em seu conjunto, apresentam-se como uma miscelânea de métodos e técnicas oriundas de distintas culturas e tradições. Algumas dessas práticas são milenares, como a acupuntura, mesclando elementos religiosos e concepções fundamentadas em experiências empíricas. Paralelamente colocam-se também no mercado de serviços de saúde saberes e técnicas mais recentes, que não ostentam um reconhecimento formal pelas organizações médicas que detém o monopólio de julgamento sobre o que "científico" e "legítimo" do ponto de vista da oferta de serviços à  população.
Considerando-se as mudanças no perfil demográfico e epidemiológico das populações, com o aumento da expectativa de vida ao nascer, as reduções das taxas de natalidade e fecundidade, a maior prevalência de doenças crônico-degenerativas, neoplasias e problemas relacionados com saúde mental, ocupacional e ambiental (inclusive, drogas e violência em suas diversas formas), é bem provável que se amplie a produção e se diversifique o acesso a tais "práticas alternativas", podendo-se até imaginar a possibilidade de incorporação de parte delas ao perfil de oferta de serviços prestados pelos sistemas oficiais de saúde.
Observe-se que a adequação da acupuntura ao tratamento da dor, problema crucial em algumas doenças crônicas e ocupacionais já são responsáveis pela presença do acupunturista nos serviços públicos de saúde geralmente como opção pessoal da escolha técnicas de tratamento e formação de cada profissional.
É bem possível que os problemas do controle da prática e formação profissional e mercado de trabalho tenham um maior peso para determinar sua utilização do que os problemas conceituais de incorporar questões até então não abordadas pela ciência e/ou integração com conhecimento mítico-religioso e saber popular ou  a verificação da sua eficácia (até então não demonstradas) em doenças freqüentes que acometem à população a exemplo da hipertensão arterial e depressão e outros problemas prevalentes com potencial indicação para tratamento com acupuntura.